# Лодев (виконтство)
Виконтство Лодев (фр. Vicomté de Lodève) — феодальное владение на юге Франции, располагавшееся на территории графства Мельгёй.

## История

### Графство Лодев
Графство Лодев впервые упоминается как самостоятельное владение после казни Бернара Септиманского в мае 844 года, когда его земли, в том числе и Лодев, были переданы Сунифреду, графу Барселоны. Впоследствии, Лодев и другие образования были возвращены сыну Бернара, Гильому, который умер, не оставив потомства в 850 году.

### История виконтства Лодев
Генеалогия Эда (ум. после 1000), виконта Лодева, прослеживается на протяжении четырёх поколений. Он происходил из семьи неизвестного происхождения, первым достоверно подтверждённым представителем который был некий Хильдуин, который жил в IX веке. Его единственный известный сын Лютхард (ок. 870—после 926) имел в свою очередь одного сына, также Хильдуина (ок. 925—ранее 28 июня 983). Хильдуин имел пять или более детей. Его третьим сыном был виконт Эд, который упоминается виконтом 31 марта 982 года. Никто из его предков не носил титул виконта Лодева. О его потомстве не сохранилось никаких сведений.

### История сеньории Лодев
На протяжении XIII века было как минимум три сеньора Лодева. Первым из них был Гильом I (ум. 1246/1255). В 1213 году Гильому была передана часть прав на город Лодев, тогда как ранее его правления там правили только епископы Лодева, которые были значительно могущественнее сеньоров. Его сыном и наследником был Гильом II. Последний раз он упоминается в 1268 году как основатель капеллы Норт-Дам де Бельё.
Также сеньором Лодева был Жеро, упоминаемый один раз 15 июля 1298 года. Он мог быть потомком сеньоров, указанных выше.
В 1225 году король Людовик VIII пожаловал епископам титул графов Лодева и Монбрена с правом чеканки монеты.

## Список правителей Лодева
- до 982—после 1000 : Эд (ум. после 1000), виконт Лодева
- 1213—1246/1255 : Гильом I (ум. 1246/1255), сеньор Лодева
- 1246/1255—после 1268 : Гильом II (ум. после 1268), сеньор Лодева
- ?—после 15 июля 1298 : Пьер (ум. после 15 июля 1298), сеньор Лодева